# Іскра (Урюпінський район)
Іскра (рос. Искра) — селище в Урюпінському районі Волгоградської області Російської Федерації.
Населення становить 970 осіб. Входить до складу муніципального утворення Іскринське сільське поселення.

## Історія
Селище розташоване у межах українського історичного та культурного регіону Жовтий Клин.
Згідно із законом від 30 березня 2005 року № 1037-ОД органом місцевого самоврядування є Іскринське сільське поселення.

## Населення
| 2010 |
| ---- |
| 970  |